# Nireu Oliveira Cavalcanti
Nireu Oliveira Cavalcanti (Santana do Ipanema, 12 de maio de 1944), mais conhecido como Nireu Cavalcanti, é arquiteto atuante em projetos de edificações, escritor, professor de pós-graduação, artista plástico citado nos dicionários de Roberto Cavalcanti e Walmir Ayala e uma das maiores autoridades na história do Rio de Janeiro. Chegou na cidade do Rio de Janeiro em 1962, concluiu o científico no colégio Juruena e ingressou na Universidade do Brasil (atual UFRJ) no curso de Arquitetura, no ano de 1965.
Autor de um clássico da historiografia carioca, O Rio de Janeiro setecentista: A vida e a construção da cidade da invasão francesa até a chegada da corte, "um livro sobre a história urbana da mais importante cidade da colônia portuguesa da América no século XVIII", que teve como ponto de partida a tese de doutoramento do autor apresentada no IFCS da UFRJ em outubro de 1997. "O Rio do século XVIII ressurge esplendoroso na tese de Cavalcanti. Trata-se do estudo mais completo já feito sobre a capital no século XVIII." Em seu livro Santa Cruz: Uma paixão, da coleção Cantos do Rio editada pela Prefeitura do Rio e Relume Dumará, "Nireu Cavalcanti se baseia em cuidadosa pesquisa documental para fazer uma síntese dos fatos marcantes da história santacruzense e dos seus principais monumentos históricos". Foi cronista do Jornal do Brasil entre 1999 e 2000.

## Livros
Cavalcanti, Nireu O (1986). Construindo a violência urbana. Rio de Janeiro: Madana Volume 1 da Série Promovendo O Debate.
Cavalcanti, Nireu O (1998). Rio de Janeiro centro histórico 1808-1998: Marcos da colonia. Rio de Janeiro: Anima/Dresdner Bank Brasil,
Cavalcanti, Nireu O (2003). Santa Cruz: Uma paixão. Rio de Janeiro: Relume Dumará Série Cantos do Rio.
Cavalcanti, Nireu O (2003). O Rio de Janeiro setecentista: A vida e a construção da cidade da invasão francesa até a chegada da Corte. Rio de Janeiro: Jorge Zahar Editor Ltda
Cavalcanti, Nireu O (2004). Crônicas históricas do Rio colonial. Rio de Janeiro: Civilização Brasileira/FAPERJ
Cavalcanti, Nireu O (2007). Arquitetos e engenheiros: Sonho de entidade desde 1798. Rio de Janeiro: CREA-RJ
Cavalcanti, Nireu O & Renata Santos (2008). Casarão Vermelho: centenário da construção do Quartel do Comando Geral do Corpo de Bombeiros - 1908-2008. Rio de Janeiro: Casa da Palavra/CBMRJ
Cavalcanti, Nireu O (2013). Histórias de Conflitos no Rio de Janeiro Colonial. Rio de Janeiro: Civilização Brasileira
Cavalcanti, Nireu O & Helio Brasil (2015). Tesouro: O Palácio da Fazenda, da Era Vargas aos 450 anos do Rio de Janeiro. Rio de Janeiro: Pébola - Casa Editorial
Cavalcanti, Nireu O (2015). Villa Aymoré. Rio de Janeiro: Landmark
Cavalcanti, Nireu O (2016). Rio de Janeiro: Centro Histórico Colonial - 1567-2015. Rio de Janeiro: Andrea Jakobsson & Faperj Edição revisada e ampliada de Rio de Janeiro centro histórico 1808-1998: Marcos da colonia.
Participação em coletâneas:
Rio, da Glória à Piedade (Editora Rosmaninho, 2023, livro de crônicas, poemas e memórias de homenagem ao Rio de Janeiro)

## Capítulos de livros
- “Rio capital da colônia”. In: Rio de Janeiro: cinco séculos de história e transformações urbanas. Augusto Ivan (Coord.). Rio de Janeiro: Casa da Palavra, 2010.

- “Niterói e seus ícones: Arariboia e Vital Brazil”. In: Arquitetura do Instituto Vital Brazil: um patrimônio modernista de saúde: 90 anos de história. Fábio Bitencourt (Org.). Rio de Janeiro: Rio Book, 2009.

- “A cidade do Rio de Janeiro no período joanino”. In: D. João e a cidade do Rio de Janeiro: 1808-2008. Rogéria Moreira de Ipanema (Org.). Rio de Janeiro: Instituto Histórico e Geográfico do Rio de Janeiro, 2008.

- “Campo, rocio, largo, praça, passeio: espaços públicos na cidade do Rio de Janeiro colonial”. In: Praças Reais: Presente e Futuro. Miguel Figueira de Faria (Coord.). Lisboa: Livros Horizonte, 2008.

- “Ecos do terremoto na cidade do Rio de Janeiro”. In: O terramoto de 1755: impactos históricos. Ana Cristina Araújo e outros (Org.). Lisboa: Livros Horizontes: 2007.

- “O comércio de escravos novos no Rio setecentista”. In: Tráfico, cativeiro e liberdade: Rio de Janeiro, séculos XVII-XIX. Rio de Janeiro: Civilização Brasileira, 2005.

- “Memórias de alegria: o Rio de Janeiro na folia dos ranchos (1893-1911)”. In: Vozes do porto: memória e história oral. Rio de Janeiro: DP&A/UNI-RIO, 2005.

## Artigos
- A reordenação urbanística da nova sede da Corte, Revista do Instituto Histórico e Geográfico Brasileiro, jul./set. de 2007.  Neste artigo o autor, com base em sua pesquisa de documentos primários, contesta o "equívoco histórico" de que 15 mil pessoas teriam acompanhado a corte portuguesa na vinda ao Brasil em 1808. Além disso, considera implausível o embarque de 8% da população lisboeta em total segredo em apenas 40 horas e seu desembarque e acomodação no Rio sem provocar uma crise de sem-tetos.

- A cidade aos pedaços, Revista de História da Biblioteca Nacional, 2008.

- Arquitetura no Brasil, Rede da Memória Virtual Brasileira, Biblioteca Nacional  2008.

- Um palácio para a Corte luso-brasileira no Rio de Janeiro, Revista ADVIR, ASDUERJ, agosto de 2003.

## Prêmio e títulos honoríficos
- 45ª Premiação Anual do Instituto de Arquitetos do Brasil (2007), Departamento do RJ, Categoria Pesquisa, Ensaio e Crítica: MENÇÃO HONROSA com o livro Arquitetos e engenheiros: Sonho de entidade desde 1798. Rio de Janeiro: Crea-RJ, 2007
- 42ª Premiação Anual do Instituto de Arquitetos do Brasil (2004) – Departamento do RJ, Categoria Trabalhos Escritos e Publicados: PRIMEIRO LUGAR com o livro O Rio de Janeiro setecentista: A vida e a construção da cidade da invasão francesa até a chegada da Corte. Rio de Janeiro: ZAHAR, 2003
- Moção de Congratulações pela ALERJ – (2003): “pela qualidade intelectual, gráfica e artística da obra” O Rio de Janeiro setecentista: a vida e a construção da cidade da invasão francesa até a chegada da Corte. Rio de Janeiro: ZAHAR, 2003. DEPUTADO ANDRÉ DO PV.
- Personalidades que se destacaram no Rio de Janeiro, em 2003 – Revista VEJA RIO.
- Serviço relevante prestado à Nação – CREA-RJ (1998).